# Vincent K. Brooks

General Vincent K. Brooks

Vincent Keith Brooks (* 24. Oktober 1958 in Anchorage, Alaska) ist ein pensionierter General der US Army. Er war zuletzt Kommandeur der United States Forces Korea. Davor kommandierte er seit dem 2. Juli 2013 bis 2016 die U.S. Army Pacific und davor war er seit dem 3. Juni 2011 Kommandierender General der 3. US-Armee. Brooks war während des Irak-Krieges 2003 stellvertretender Direktor für Operationen des US Central Command, in Doha (Katar). Eine Bekanntheit erlangte er dabei durch die täglich von ihm geführte Pressekonferenz.

## Leben

### Militärische Laufbahn
Während seines Studiums an der US Military Academy in West Point war Brooks der erste afroamerikanische Student, der als Kadetten-Brigadekommandeur eingesetzt wurde, einer Position als höchster Kadett vergleichbar mit einem Präsidenten eines College-Jahrganges. 1980 schloss er in West Point als bester seiner Klasse mit einem Bachelor of Science ab. Später machte er noch einen Master in Militärwissenschaft der School of Advanced Military Studies des Command and General Staff College in Fort Leavenworth, Kansas. Zudem absolvierte er ein vierjähriges Studium als National Security Fellow an der Harvard Kennedy School in Cambridge, Massachusetts. Er hat einen Ehrendoktortitel in Jura von der New England School of Law in Boston.
Nach seinem Abschluss in West Point diente er in der US Army inklusive mehrere Auslandsverwendungen in Südkorea, Panama und Europa, während des Zweiten Golfkrieges im Stab der 3. US-Armee in Kuwait. Brooks absolvierte verschiedene Verwendungen u. a. als First Lieutenant in der 82. US-Luftlandedivision, als Captain in der 1. US-Infanteriedivision, als Major in der 1. US-Kavalleriedivision und als Lieutenant Colonel in der 2. US-Infanteriedivision in Südkorea. Zudem diente er im Pentagon als Aide-de-camp des Vice Chief of Staff of the Army. Als Colonel diente er im Hauptquartier der 3. US-Armee im Rahmen der Coalition Joint Task Force Kuwait am Persischen Golf.
1999 absolvierte Brooks das US Army War College und wurde 2002 als jüngster Nominierter vom Senate Armed Services Committee als Brigadier General bestätigt und 2004 in diesen Rang befördert. Im Kosovo diente er 2001 als stellvertretender Kommandeur der US-Truppen der Task Force Falcon und als Kommandeur der 1. Brigade, 3. US-Infanteriedivision, in Fort Stewart, Georgia. Anschließend wurde er ins Verteidigungsministerium  zum Joint Staff versetzt und diente in dieser Verwendung zeitweise als stellvertretender Direktor für Operationen des US Central Command (CENTCOM) unter General Tommy R. Franks. Während des Irakkrieges 2003 fungierte Brooks dann in seiner Funktion des stellvertretenden Direktors für Operationen als Pressesprecher des CENTCOM und war so tagtäglich in den Medien präsent.
Nach dieser Verwendung im Irak kehrte er in die Vereinigten Staaten zurück und diente seit April 2003 im Joint Staff als strategischer Planer für den Krieg gegen den Terror (Deputy Director J-5). Später diente er als Chief of Army Public Affairs im Verteidigungsministerium. Seit dem 8. Juni 2006 war er stellvertretender Kommandierender General für Unterstützung der 1. US-Kavalleriedivision, die vom November 2006 bis zum Dezember 2007 als Multi-National Division Baghdad im Irak stationiert war. Vom Februar bis März 2008 übernahm er kommissarisch das Kommando, da der Kommandeur der Division, Joseph F. Fil, Jr. befördert wurde und das Kommando der 8. US-Armee in Südkorea übernahm. Ende März übergab er dieses Kommando an Major General Daniel P. Bolger und wurde zum Sonderassistenten (special assistant) des Kommandierenden Generals des übergeordneten III. US-Korps, Raymond T. Odierno und danach Rick Lynch, ernannt. Im April 2009 übernahm er unter gleichzeitiger Beförderung zum Major General das Kommando über die 1. US-Infanteriedivision, das er am 25. Mai 2011 an Major General William Mayville übergab.
Am 3. Juni 2011 erfolgte seine Ernennung zum Lieutenant General. Zugleich übernahm er in Fort McPherson, Georgia, das Kommando über die 3. US-Armee von Lieutenant General William G. Webster.
Am 11. Februar 2013 verlautbarte das Verteidigungsministerium, dass Präsident Barack Obama Lieutenant General Vincent Brooks zum Kommandeur der US Army im Pazifik und zum Vier-Sterne-General nominiert hat. Der Senat bestätigte die Personalie am 5. März 2013. Brooks führte dieses Kommando bis 2016. Anschließend wurde er Oberbefehlshaber des United Nations Commands in Südkorea und gleichzeitig der United States Forces Korea. Diese beiden Kommandos bekleidete er bis 2018. Am 1. Januar 2019 ging er in den Ruhestand.

### Privates
Nach seiner Militärzeit wurde Brooks in der freien Wirtschaft tätig. Er gehört dem Vorstand mehrerer Firmen an, die mit dem Militär in vertraglicher Verpflichtung stehen. Außerdem ist er im Vorstand einer Beraterfirma, die ebenfalls mit dem Militär in Verbindung steht. Brooks ist mit der Physiotherapeutin und Pädagogin Carol Brooks verheiratet, die wie Brooks selbst aus einer Militärfamilie stammt.

### Auszeichnungen
- Defense Distinguished Service Medal
- Army Distinguished Service Medal (4 ×)
- Defense Superior Service Medal
- Legion of Merit (4 ×)
- Bronze Star (2 x)
- Defense Meritorious Service Medal
- Meritorious Service Medal (8 ×)
- Army Commendation Medal (2 ×)
- Army Achievement Medal (3 ×)

### Beförderungen
| Rangabzeichen      | Rang               | Beförderungsdatum |
| ------------------ | ------------------ | ----------------- |
| Second Lieutenant  | Second Lieutenant  | 28. Mai 1980      |
| First Lieutenant   | First Lieutenant   | 28. November 1981 |
| Captain            | Captain            | Januar 1984       |
| Major              | Major              | 1991              |
| Lieutenant Colonel | Lieutenant Colonel | 1995              |
| Colonel            | Colonel            | 1999              |
| Brigadier General  | Brigadier General  | 1. Mai 2004       |
| Major General      | Major General      | April 2009        |
| Lieutenant General | Lieutenant General | 3. Juni 2011      |
| General            | General            | 2013              |